# Turbina racemosa
Turbina racemosa är en vindeväxtart som först beskrevs av Jean Louis Marie Poiret, och fick sitt nu gällande namn av D.F. Austin. Turbina racemosa ingår i släktet Turbina och familjen vindeväxter. Inga underarter finns listade i Catalogue of Life.